# メンズーア

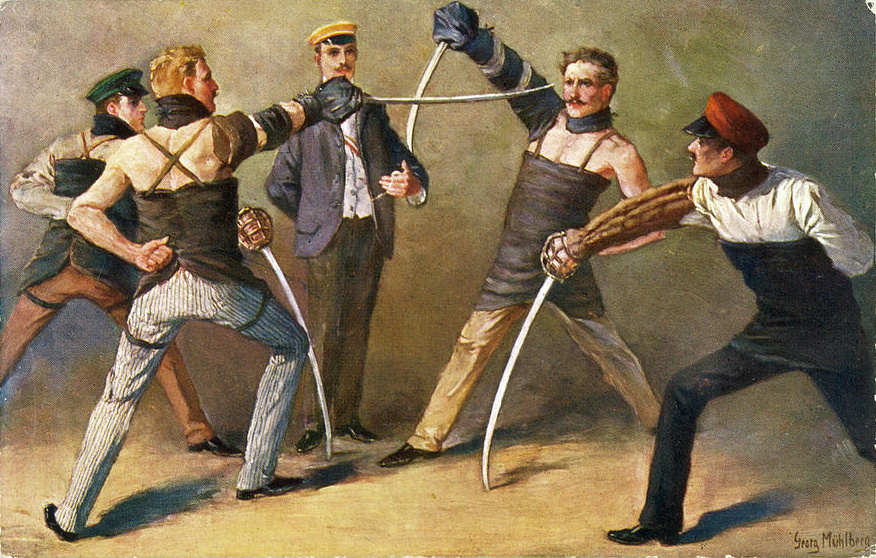
学生決闘の場面を描いた絵（1900年）

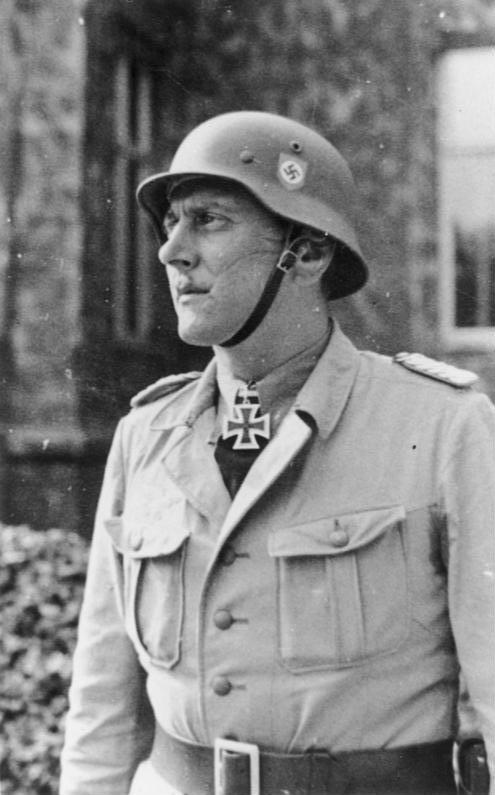
ナチスの著名な特殊部隊指揮官、オットー・スコルツェニー。顔面にメンズーアによる刀疵が残っている

メンズーア（独: Mensur、英: Scale あるいは measure、計量･計測の意）とは、19世紀のドイツの大学で盛んに行われた学生同士の決闘行為。学生決闘（がくせいけっとう）とも。オーストリアやスイスにも、行われた記録がある。一般に表記上は決闘（独: Duell）とは区別する。

## 概要
決闘の方法は、二人の参加者が剣を持ち合い、フェンシングのようなスタイルで戦うというものである。当事者の片方に一定の負傷、流血が認められれば、決闘は終了となる。
決闘は相手を殺すことが目的ではなく、剣の刃は事前にアルコールで消毒され、ルールに則って行われ、レフェリー役と、医学の講師が立ち会う。しかしスポーツなどではなく、学生の通過儀礼あるいは喧嘩の延長とみなされていた。
メンズーアは、学生同士の口論や暴力を発端として開始された。誰かと決闘したい、または上級生から決闘を命じられているが自分から喧嘩を仕掛けるのが憚られる場合には、ドイツ語: "Du bist ein dummer Junge!"（この馬鹿たれ小僧！）という合言葉を掛けることにより、申し込みをしたものとみなされた。1850年代になると、体力的に等しい者が平等に戦えるよう、学生団体同士で参加者を斡旋し合う制度が生まれてきた。また、大学によっては、あらかじめ複数の学生団体の幹部が協議を重ね、面識も反目の経験もない互いの構成員同士を決闘させる、一種の腕試しのようなことも行われた。
一人の学生が在学中にメンズーアを経験する回数は、少ない者では0回、多い者では30回から50回ほどである。フリッツ・バクマイスターなる人物は、在学中に100回もの学生決闘を成し遂げたことで歴史に名を遺している。メンズーアに参加するか否かは当事者の意思に委ねられたが、郷友会やサークルの上級生によって無理やり参加させられる例もあったという。特に郷友会は、新入生に対して最低でも1回はメンズーアを経験する義務を課しているところが多かった。カトリックの学生団や文芸サークルなど、決闘とは縁の薄い団体は、しばしば価値の劣る存在だとみなされた。学生時代に幾度もメンズーアを経験した者は、軍隊において優遇され、早期に昇進することができた。

## 歴史
中世や近世のヨーロッパでは名誉のための決闘が盛んに行われたが、大学もその例外ではなかった。レイピアによる決闘方式はスペインから移入されたものであり、当初は構内や学外において学生同士の喧嘩がエスカレートして決闘となり、しばしば重傷者や死亡者を出した。ヨーロッパの多くの地域で貴人に帯刀の習慣があったことも、決闘の流行と関係している。17世紀になると、これまで無秩序に行われていた決闘の在り方を見直し、秩序立った規律の下で戦おうという風潮が生まれてきた。具体的には、その場で直ちに戦うのではなく当事者の協議で日時と場所を選定させる、当事者に和解の交渉の機会を持たせる、極めて危険な攻撃方法を禁止する、審判を立ち合わせて決闘の公正性を保障する、といった改善が施された。また、思わぬ重傷に備えて、あらかじめ医師を待機させるようになった。それでも危険性や弊害が排除されたわけではなく、1768年にはオーストリア、1794年にはプロイセン王国で、軍人以外の決闘を禁止する法令が出されたが、双方とも数年で形骸化した。
ドイツのメンズーアは、このような流れの中で誕生し、制度化されたものである。当初は敵の身体を突き刺す攻撃が主流であったが、これは先鋭が内臓を傷付けると危険なため、斬り付ける方式に改められた。有識者の中には学生決闘の危険性を指摘する声もあったが、他方で、学生決闘は若者の勇敢さや騎士道精神、スポーツマンシップを育むことになるので教育に相応しいとする見解も優勢であった。ドイツ皇帝ヴィルヘルム2世も、学生決闘は人格の陶冶に繋がるので積極的に奨励すべきであると述べている。1871年になると、かつてのプロイセン王国のように、国民のみだりな決闘を処罰する規定が刑法典に新設された。しかし、メンズーアについては、私刑を目的とするものではなく、青少年の教育に役立ち、厳密なルールと審判によって安全性が保障されていることを理由に、なおも容認され続けた。ドイツ第三帝国の時代になると、学生決闘はナチスにより野蛮なものとみなされ、他の決闘と同じように、法律で禁じられた。1950年代ごろに部分的に復活し、現代においてもメンズーアの流れを汲む慣習を残す地域がある。ドイツで刊行される刑法学の解説書では、同意傷害の事例としてしばしばメンズーアが引き合いに出される。